# Göksu
Il Göksu (in italiano "Acque azzurre"), chiamato anche Geuk Su, Goksu Nehri, Saleph, Calycadnus,  è un fiume della Çukurova (l'antica Cilicia), nel sud della Turchia.
Nell'antichità era chiamato Calicadno.
Lungo il suo corso di 260 km attraversa le province di Antalya, Konya, Karaman e Mersin; ha due sorgenti entrambe sul Geyik-Dağları nei Monti Tauro; il ramo settentrionale si chiama Gökçay (Fiume azzurro) quello meridionale Gökdere (Torrente azzurro), essi si uniscono a sud di Mut per poi sfociare nel Mar Mediterraneo tra le cittadine di Taşucu e Silifke (l'antica Seleucia al Calicadno).
Sul Göksu è stata costruita la diga di Kayraktepe, per la generazione di energia idroelettrica.
Il delta del Göksu, inclusi il Lago Akgöl e la Laguna Paradeniz, è una delle più importanti aree di riproduzione nel Vicino Oriente; sono state osservate oltre 300 specie di uccelli, tra le altre fenicotteri, aironi, gruccioni, martin pescatori, gabbiani, usignoli e silvidi si riproducono qui.
Depone qui le uova anche la tartaruga marina (Caretta caretta), specie in pericolo.
Il fiume è noto fin dall'antichità per le sue acque gelide. Nel 334 a.C. per poco non vi rimase vittima di una crisi vagale Alessandro Magno. Secondo Plutarco il malore si verificò nelle acque del fiume Cydnus, l’attuale Tarsus  Çayı, e non in quelle del Calycadnus.
Nel 1190, durante la Terza crociata e reduce dalla battaglia di Iconio da lui vinta contro il Sultanato di Rum, trovò la morte Federico Barbarossa, che annegò nel fiume, poi noto come Saleph. 
Un monumento in suo ricordo è sulla strada Silifke - Mut.